# Hebe de Bonafini
Hebe María Pastor de Bonafini (Ensenada, 4 de diciembre de 1928-La Plata, 20 de noviembre de 2022), más conocida como Hebe de Bonafini, fue una activista argentina, cofundadora de la asociación Madres de Plaza de Mayo, organización de madres de detenidos desaparecidos durante la última dictadura cívico-militar, que gobernó Argentina entre 1976 y 1983, de la cual dependen un instituto universitario nacional, un periódico, una radio, una casa cultural, una librería y administra un centro cultural donde antes se encontraba el centro clandestino ESMA.

## Biografía
Fue una ama de casa que cursó solo la escuela primaria. Se casó el 29 de diciembre de 1949, con Humberto Alfredo Bonafini, con quien tuvo tres hijos: Jorge Omar, Raúl Alfredo y María Alejandra.
El 8 de febrero de 1977, su hijo mayor Jorge Omar fue secuestrado y desaparecido, en La Plata y, el 6 de diciembre, ocurrió lo mismo con su otro hijo varón, Raúl Alfredo, en Berazategui. El 25 de mayo de 1978 desapareció también su nuera, María Elena Bugnone Cepeda, esposa de Jorge.

Antes de que fuera secuestrado mi hijo, yo era una mujer del montón, un ama de casa más. Yo no sabía muchas cosas. No me interesaban. La cuestión económica, la situación política de mi país me eran totalmente ajenas, indiferentes. Pero desde que desapareció mi hijo, el amor que sentía por él, el afán por buscarlo hasta encontrarlo, por rogar, por pedir, por exigir que me lo entregaran; el encuentro y el ansia compartida con otras madres que sentían igual anhelo que el mío, me han puesto en un mundo nuevo, me han hecho saber y valorar muchas cosas que no sabía y que antes no me interesaba saber. Ahora me voy dando cuenta que todas esas cosas de las que mucha gente todavía no se preocupa son importantísimas, porque de ellas depende el destino de un país entero; la felicidad o la desgracia de muchísimas familias.
Hebe de Bonafini en octubre de 1982, 
 en una iglesia de Legazpi (Madrid)

Fue presidenta de la asociación Madres de Plaza de Mayo desde 1979, cuando se destacó por la lucha contra la impunidad de los culpables de delitos de lesa humanidad, así como por reivindicar la vida de los desaparecidos, rindiendo homenaje a sus actos y no solo a su desaparición. Su esposo, Humberto Bonafini, falleció en septiembre de 1982.
El 11 de diciembre de 1987, cuando el músico británico Sting visitó el país invitó a algunas Madres a subir al escenario del estadio de River Plate. Durante la canción They dance alone ellas pasearon en el escenario al compás de la canción, inspirada en la lucha chilena. La reivindicación con Sting se repitió durante el cierre de la gira Derechos Humanos Ya! los días 15 y 16 de octubre de 1988 en Mendoza y Buenos Aires, para la campaña organizada por Amnistía Internacional.
En 1991, Bonafini en una emisión del programa El perro verde que conducía el periodista español Jesús Quintero, tildó al entonces presidente Carlos Menem de «basura», por lo cual el mandatario le inició una causa por «desacato». Luego, esa figura fue derogada, y la querella intentó cambiar la carátula a «injurias». En 1998, la Cámara de Apelaciones consideró que la causa se encontraba prescripta y que el expresidente debía pagar las costas, que ascendían a 4500 pesos. El expediente fue elevado por Menem a la Corte Suprema en 1999.
En 1996 ―durante el menemismo― Hebe fue herida en la cabeza por la policía en una manifestación universitaria en repudio de la reforma del estatuto de la Universidad Nacional de La Plata y a la Ley de Educación Superior, cuando se ejercía una brutal represión por parte del Cuerpo de Infantería de la Bonaerense. Herida y con su pañuelo blanco teñido de rojo, declaró: «La sangre del pañuelo es la amenaza más fuerte de este gobierno para decir que paremos [...] ¡No nos van a parar! ¡Ni un paso atrás, carajo!».
En 1998, cuando U2 visitó Argentina, sus integrantes visitaron a las Madres y las invitaron a subir al escenario en su presentación. Allí, Hebe regaló su pañuelo blanco a Bono, inspirado en estas luchas con su militancia en Amnistía Internacional. En 2001 generó controversia internacional por celebrar el atentado a las Torres Gemelas:

Estaba en Cuba ese día y sentí alegría. No voy a ser hipócrita, no me dolió para nada, [porque] había muchos pueblos que eran felices [...] la sangre de tantos en ese momento era vengada. No murieron pobres, no murieron poblaciones. [...] El miedo que nos metieron a nosotros, con la persecución, con la desaparición y con la tortura, ahora lo vive el pueblo estadounidense entero. Ese pueblo que se calló y aplaudió las guerras. [...] En esas dos torres se decidía todos los que nos íbamos a morir, los que nos íbamos a quedar sin trabajo, los que seríamos masacrados, bombardeados.
Hebe de Bonafini

En varias oportunidades, sufrió ataques, sus allegados y la asociación, desde insultos, amenazas de muerte y torturas. En 2001, dos personas ingresaron a su domicilio y, al no encontrarse, torturaron a su hija Alejandra, que fue golpeada y quemada con cigarrillos. Fue invitada a dar conferencias y charlas, tanto en el interior y en el exterior, entre otros lugares, en un campamento de los Sin Tierra, en el Mato Grosso (en Brasil); en Chiapas (en México) con la invitación que les hiciera el subcomandante Marcos; la Universidad de California, en Riverside (Estados Unidos) al recibir un título Honoris Causa; La Habana (Cuba), donde en una de las oportunidades fue oradora en el festejo del Primero de Mayo; Asturias (en España), invitada por el Grupo de Apoyo del País Vasco; Caracas (Venezuela) en las Segundas Jornadas de Salud Mental; Puerto Rico, en la asamblea del Colegio de Abogados; Milán, Brescia, Verona, Turín, Rívole, Riccione y Módena (en Italia), invitada por el Comité de Solidaridad Internacionalista Arco Iris; París (Francia), cuando la fundación recibió el Premio UNESCO de Educación por la Paz; Belgrado (Yugoslavia), para participar de un repudio a la guerra.
Desde 2004, difundió su pensamiento en programas de radio, como Transformaciones del Pañuelo Blanco (desde 2007), o La Voz de las Madres. Desde 2008, las Madres de Plaza de Mayo administran el Centro Cultural Nuestros Hijos, en el ex campo de concentración ESMA (Escuela de Mecánica de la Armada) en Buenos Aires. En 2009, comenzó a dar clases de cocina y política en ese centro. Desde abril de 2018 condujo el programa "Hebe en Caput" en Radio Caput.

## Asociación Madres de Plaza de Mayo
Durante los primeros años de la dictadura, los familiares de las víctimas reunidos en Madres de Plaza de Mayo, realizaron solicitadas, petitorios, enviaron cartas a las autoridades y presentaron habeas corpus. Estas acciones fueron desplegadas en medio de la indiferencia u hostilidad de otros sectores sociales. Entre 1978 y 1981, se comenzó a concitar el apoyo de diversos organismos internacionales, se cree que esta solidaridad contribuyó a que, años más tarde, algunas de sus demandas fuesen incorporadas por los partidos políticos y otros movimientos sociales.
Varios de sus líderes admitieron la posibilidad de que los desaparecidos hubiesen sido asesinados, las Madres insistieron en la demanda de «aparición con vida». Al respecto, Jelin destaca que «al plantear esta consigna sin concesiones, las Madres se ubican en un extremo del espectro de reivindicaciones, y desde entonces los demás organismos se irán moviendo a su alrededor, acercándose o alejándose de la consigna». Las Madres de Plaza de Mayo, en un principio no judicializaron su reclamo, apelaron a los reclamos sociales.
Las Madres se separaron en dos agrupaciones desde 1986: Asociación Madres de Plaza de Mayo y Madres de Plaza de Mayo Línea Fundadora. Bonafini continuó presidiendo la primera. La Asociación Madres de Plaza de Mayo es la agrupación mayoritaria, con Madres de todo el país, y su lucha actual no está centrada solo en la persecución judicial de represores de la dictadura, sino en emprendimientos varios.
Entre ellas se encuentran la fundación del Periódico de las Madres, La Voz de las Madres radio, los planes de construcción de viviendas sociales cooperativas, guarderías infantiles, la Universidad de las Madres, entre otros.En 2001, la Librería de las Madres fue saqueada. La Asociación y Hebe acusaron la complicidad oficial, ya que se encuentra cercana al Departamento Central de Policía y al lado de un local con custodio durante las 24 horas.

## Posicionamientos políticos

### Apoyo a presos etarras
Hebe manifestó su apoyo a las madres de los presos etarras. En 2000, publicó una carta abierta en la web de la Asociación, en la cual expresaba que de los más de 650 presos vascos, muchos lo están por lo que piensan o escriben, o por «conocer a alguien que conoce a alguien». Como respuesta, recibió un comunicado de Amnistía Internacional que informaba que Amnistía «no tiene constancia de casos de presos de conciencia en las prisiones españolas».

### Declaraciones sobre el atentado terrorista en las Torres Gemelas
Sobre los atentados del 11 de septiembre de 2001, por el cual murieron más de 3000 personas, declaró:

Cuántas veces nos dijeron […] qué era Estados Unidos, cómo formaba a nuestros militares para torturar […] Nosotros vimos que en Yugoslavia [los Estados Unidos] bombardearon asilos de ancianos, bombardearon las refinerías, bombardearon los refugios. Vimos los pedazos de personas en Irak, porque Estados Unidos bombardeó los refugios donde estaban los niños. La cifra es casi de un millón de niños muertos en Irak. Lo vimos y lo sentimos y lo sufrimos, y nos duele, por supuesto que nos duele.

Por eso cuando pasó lo del atentado […], sentí alegría. No voy a ser hipócrita, no me dolió para nada. […] Ahí [en las Torres Gemelas] no murieron pobres, no murieron poblaciones, no murieron viejos. […] El día del atentado yo sentí que había hombres y mujeres muy valientes. Valientes, como una montaña de valientes, que se prepararon y donaron sus vidas para nosotros. Ni siquiera para nosotros, tal vez para nuestros nietos. Brindé por los hombres que hicieron una declaración de guerra con el cuerpo.

Una declaración de guerra inesperada para todos. Pero una declaración de guerra para algo que Estados Unidos no puede atacar porque no sabe a quién, ni cómo, ni dónde llegar. Afganistán no tiene ni escuelas, está todo destruido, viven en las montañas, ¿qué van a bombardear? ¿A un hombre? Ahora tienen que empezar a retroceder, van a mandar portaaviones, barcos, aviones, todo ese poder inmenso, pero están muertos de miedo. Ese miedo que nos metieron a nosotros todo el tiempo, con la persecución, con la desaparición y con la tortura, ahora lo vive el pueblo norteamericano entero. Ese pueblo que se calló y aplaudió las guerras. Porque las guerras existieron porque el pueblo norteamericano las aplaudió. Si el pueblo las hubiera rechazado, las guerras no hubieran existido.
Porque los bombardeos de la OTAN, los bloqueos y los millones de niños que se mueren de hambre en este mundo, es culpa de este poder.
Hebe de Bonafini

### Críticas por antisemitismo
En 2001, durante un reportaje para la revista 3puntos, describió al argentino Horacio Verbitsky (reconocido periodista de investigación) de una manera despectiva sobre su ascendencia judía. Estas declaraciones le valieron acusaciones de antisemitismo de distintas personalidades e instituciones, como es el caso del rabino Daniel Goldman de la comunidad Bet-El, de Rolando Astarita (exprofesor de la Universidad de las Madres) y del Centro Simón Wiesenthal. Bonafini firmó una declaración junto a la vicepresidenta de Madres, Mercedes Meroño (quien no había estado durante la entrevista) en la cual negó tanto los dichos, como cualquier connotación antisemita. Verbitsky explicó en un artículo posterior los datos que corroborarían la veracidad de lo publicado por la revista:

[Hebe de Bonafini] desmintió que hubiera pronunciado las palabras transcritas por 3Puntos y las atribuyó a una manipulación malintencionada de la revista. «Quienes se prestan a la burda maniobra de hacernos aparecer como antisemitas se están sumando a los derechistas y socialdemócratas que pretenden destruir nuestros proyectos», dijo. Según ese texto, firmado por ella y por la vicepresidenta Mercedes Meroño, «criticamos a Horacio Verbitsky por ser agente norteamericano, no por ser judío. La revista 3Puntos, desde la misma tapa, falsifica nuestra declaración y publica algo que no hemos dicho. [...] Las madres nos sentimos orgullosas de que nos digan judías», agregó.
 Al conocer la existencia de esta declaración pedí a la revista una copia de la cinta grabada del reportaje. Se escucha con nitidez y sin interferencias. La audición no deja dudas respecto de quién habla y qué dice. La transcripción de la revista fue de una fidelidad absoluta, y cualquiera que tenga alguna duda puede escucharla. Una copia está a disposición de Mercedes Meroño, quien según informa la revista 3puntos no estuvo durante la grabación. Es decir que la señora Pastor de Bonafini indujo a la propia vicepresidenta de su grupo a firmar una declaración cuya falsedad puede ser demostrada en forma irrefutable.

### Críticas por racismo
En diciembre de 2009, en una confrontación con un grupo de manifestantes de origen boliviano, Bonafini trató de echarlos de la Plaza de Mayo, al grito de "fuera de acá, la plaza es nuestra, bolivianos de mierda". El dirigente piquetero Raúl Castells, quien se encontraba allí realizando una huelga de hambre, repudió a Bonafini, llamándola nazi.
En noviembre de 2022, durante un homenaje a Bonafini en el Congreso de la Nación, el diputado José Luis Espert recordó este episodio, lo que resultó en abucheos por parte de congresistas kirchneristas.

### Declaraciones sobre la muerte de Juan Pablo II
En 2005, luego del fallecimiento del papa Juan Pablo II, Bonafini declaró:

Nosotras deseamos que se queme vivo en el infierno. Es un cerdo. Aunque un sacerdote me dijo que el cerdo se come, y este papa es incomible.
Hebe de Bonafini

### Derechos humanos es política (2006)
En el discurso por los treinta años de las Madres de Plaza de Mayo, el 1 de mayo de 2006, Bonafini dirigió un discurso sobre su posición como madre de desaparecidos:

Rebeldes, locas, prepotentes; nos paramos ante el poder y dijimos «acá estamos». Pusimos el cuerpo que es lo único que tenemos para poner […] hay mucho que hacer. Todavía hay hambre, desocupación y necesidad de viviendas […] [Otras organizaciones de Derechos humanos] no entienden esto de disfrutar. Nosotras sí, porque vencimos a la muerte, queridos hijos. Vencimos al verdugo. Esto es vida pura, llena de amor y de abrazos […] con esos hijos que nos nacieron después, estamos sembrando un nuevo camino, que no deja de ser revolucionario, construyendo, marchando junto a quienes nos necesitan […] Queridos hijos. Su sangre no fue inútil, florece en cada barrio, en cada lugar donde hombres y mujeres levantan su puño por trabajo digno, por vivienda. […] [Remarco] la unidad latinoamericana, indispensable para llegar al socialismo […] El imperialismo y la CIA son voraces, no se cansan. […] ¡Patria o muerte, venceremos!

También ha dejado expresado que ella siempre hizo política, diciendo que los derechos humanos es también que la gente trabaje, coma, etc.
Hebe de Bonafini ha tomado una abierta oposición contra Estados Unidos y su gente, apoyando a figuras como Ernesto Guevara, Augusto Sandino, Yasir Arafat, Osama Bin Laden, Fidel Castro, Hugo Chávez y Evo Morales. Ha manifestado apoyo a los aborígenes americanos. Se ha manifestado en contra del neoliberalismo y del FMI, vistos por ella como la «corporación del poder».

### Contra el paro patronal agropecuario (2008)
En 2008, durante el llamado paro agropecuario patronal, Bonafini hizo un recordatorio del rol que la Sociedad Rural había cumplido durante la dictadura, apoyando el gobierno militar.

Son golpistas. Lo que hicieron es golpismo, golpismo puro, con muchas ganas; no se pintaron la cara [en referencia a los carapintadas], pero ganas no les faltan. [...] No sé de campo, pero sé de hambre. No sé de campo, pero sé de atorrantes como los radicales que hicieron [la Ley de] Obediencia Debida y Punto Final y ya están como locos porque los estamos condenando. No sé de campo, pero sé de estos tipos que son de lo más maleducados y atrevidos, que se burlan de todos. Ellos son nuestros enemigos. Ellos fueron los responsables de la muerte de nuestros hijos, de la desaparición, de las torturas, de todo. Ellos siempre estuvieron adelante de los golpes.
Hebe de Bonafini

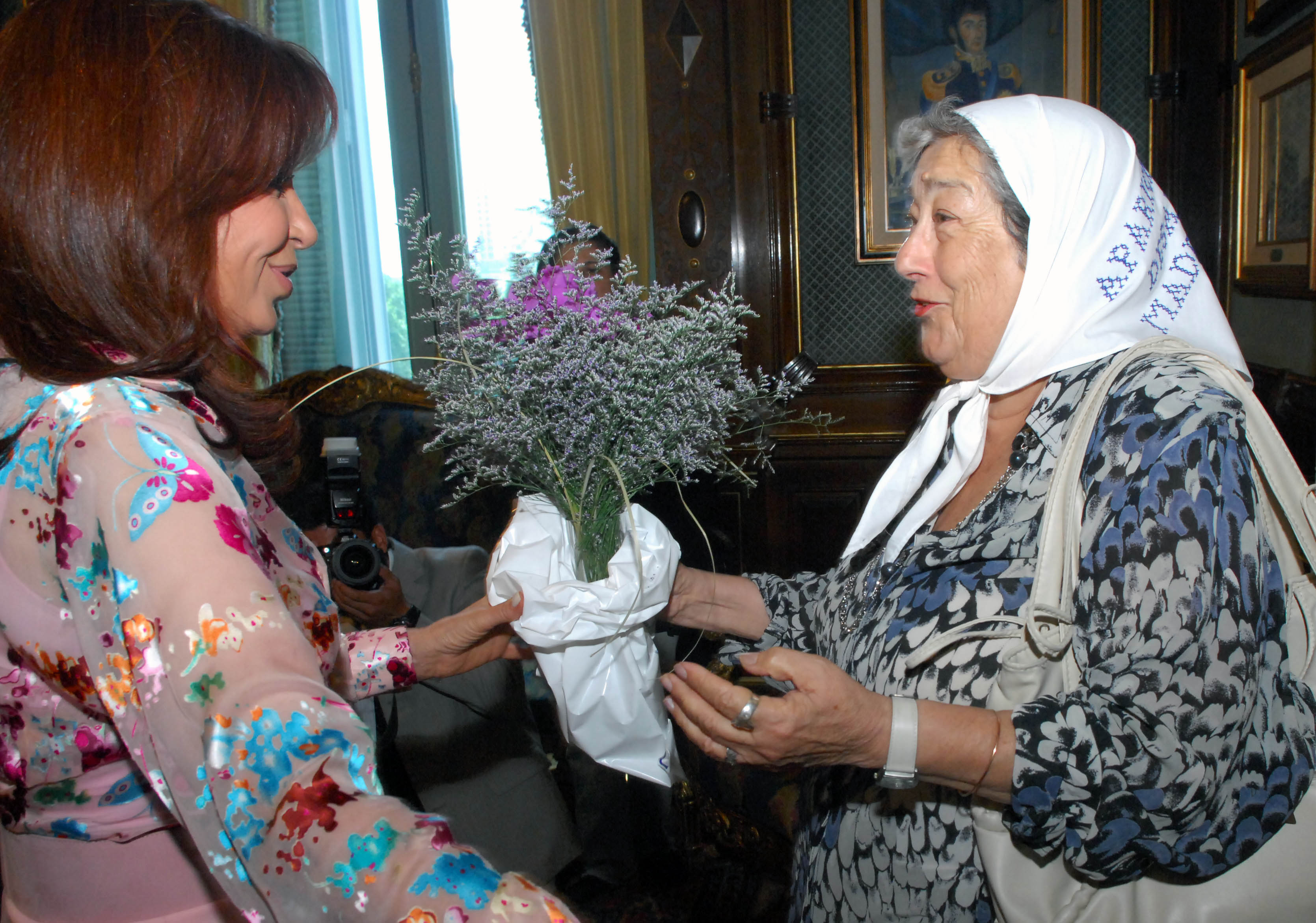
Hebe de Bonafini en una reunión con la presidenta argentina Cristina Fernández de Kirchner.

El 1 de abril de 2008 en la Plaza de Mayo, colmada por un acto del gobierno acerca del conflicto del paro patronal agropecuario, dio un discurso donde planteó un futuro a partir de este momento en la continuación de las medidas políticas del gobierno, le regaló su propio pañuelo blanco (símbolo de las Madres de Plaza de Mayo) a la presidenta de la Argentina, quien acababa de dar un discurso intentando solucionar dicho paro. Este gesto se interpreta como un signo político de apoyo.

### Nueva Ley de Medios (2009)
En 2009, durante la comparecencia ante el Senado de la República Argentina, Hebe de Bonafini expresó su opinión favorable al cambio de Ley de Radiodifusión ―implantada por la dictadura cívico-militar― por la nueva ley propuesta por asociaciones por la libertad de medios, apoyada por partidos de centroizquierda y el gobierno de la presidenta Cristina Fernández de Kirchner. Hebe expresó que las Madres de Plaza de Mayo sufrieron de la prohibición de hablar durante la dictadura militar de 1976, que los medios apoyaban las represiones de dicho gobierno de facto, y que ocultaban los hechos reportándolos como «enfrentamientos» o directamente no informando sobre ellos.

### Causa Sueños Compartidos
El jueves posterior a conocerse la denuncia, hubo una gran movilización para realizar un «abrazo simbólico» a modo de desagravio y apoyo a la organización. Periodistas, artistas, políticos y personas públicas han salido en defensa de Hebe en particular y de la Fundación Madres de Plaza de Mayo. El 6 de septiembre de 2011, las firmas que se atribuían a Bonafini obrantes en el contrato para la provisión de construcciones móviles, fueron analizadas por una pericia caligráfica de Gendarmería Nacional, que informó que no se correspondían con «las autógrafas aportadas como prueba indubitada de la señora Hebe María Pastor de Bonafini». Así, cayó la imputación contra Hebe.
Bonafini está imputada en la causa Sueños Compartidos, junto a cuarenta y dos personas, por la presunción del juez de que «Sergio y Pablo Schoklender, valiéndose del prestigio y trayectoria de la Asociación Madres de Plaza de Mayo, habrían utilizado a la Fundación de la cual eran apoderados, en connivencia funcionarios públicos, para gestionar y obtener ilegítimamente fondos de la Secretaría de Obras Públicas para la construcción de viviendas sociales, parte de los cuales habrían detraído luego de su destino específico –con el consecuente perjuicio económico a las arcas del Estado». Por esto, el juez Marcelo Martínez de Giorgi la citó para prestar declaración indagatoria.
El 4 de agosto de 2016, a los ochenta y siete años, Bonafini rehusó por segunda vez comparecer ante el juez Giorgi en la causa Sueños compartidos, enviándole una carta en que afirmaba haber aportado abundante documentación, que no habría sido leída por el juez. El juez ordenó allanar la sede de Madres de Plaza de Mayo y envió a un grupo de policías de la Guardia de Infantería a arrestarla. Cuando una fuerza policial se presentó en la sede de Madres, esta fue protegida por centenares de manifestantes, y el allanamiento no pudo ser llevado a cabo. Mientras, Bonafini pudo trasladarse a la Plaza de Mayo, donde llevó adelante la tradicional ronda de los jueves, rodeada por militantes, antes de regresar a la sede. Junto a los manifestantes, dirigentes políticos acompañaron a Bonafini: Andrés Larroque, Oscar Parrilli, Teresa Parodi, Martín Sabbatella, Hugo Yasky, Roberto Baradel, Carlos Zannini, Axel Kicillof, Juan Cabandié, Edgardo Depetri, Leopoldo Moreau, Luis D'Elía. Esa noche, otros dirigentes se hicieron presentes en su sede, entre ellos Máximo Kirchner.
El 5 de agosto la defensa de Bonafini hizo una gestión ante el juez manifestando que aceptaba ser indagada, lo que se llevaría a cabo más adelante, levantándose en consecuencia la orden de detención. El 30 de mayo de 2018 la Sala I de la Cámara Federal Penal de Apelaciones dispuso el procesamiento de Julio De Vido al tiempo que confirmaba los que se habían dictado en primera instancia respecto de los hermanos Schoklender, Bonafini, José López, Abel Fatala, Alejandro Abraham Gotkin, Gustavo Adrian Serventich, José Fernando Caparrós Gómez, Enrique Osvaldo Rodríguez, Hugo Omar Gallardo, Daniel Laurenti, Manuel Camet, Mariano Moncada, Emilio Mauro Gutiérrez y Guillermo Alejandro Greppi. El fallo considera a los procesados presuntos autores de la maniobra de defraudación a la administración pública consistente en gestionar y obtener fondos públicos destinados a la construcción de viviendas sociales utilizando para ello a la Fundación Madres de Plaza de Mayo, que luego eran desviados hacia otros fines.

## Imputación
A fines de 2015, fue imputada por un fiscal federal por supuestos cargos de «incitación a la violencia colectiva» y «atentado contra el orden público» por reanudar las Marchas de la Resistencia de las Madres, las cuales habían sido cesadas desde la presidencia de Néstor Kirchner (en 2003) y fueron reanudadas desde la asunción de Mauricio Macri a la presidencia. Diferentes medios señalaron que bajo la presidencia de Macri (2015-2019) se incrementaron los embates de la alianza Cambiemos contra la figura de las Madres y las Abuelas de Plaza de Mayo, por lo que el papa Francisco le envió una misiva a Bonafini en la que se solidarizó con ella.

## Distinciones

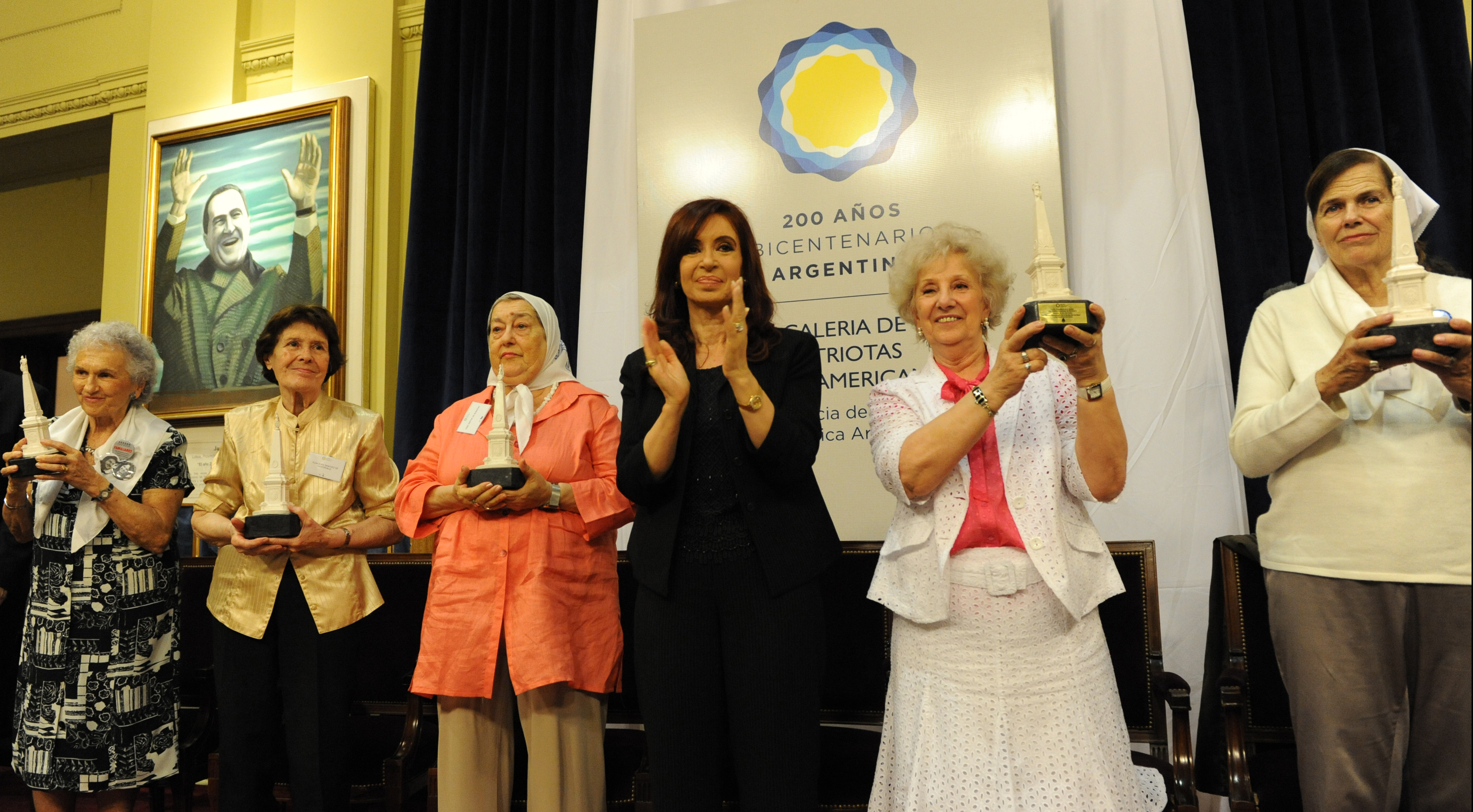
Hebe (tercera desde la izquierda) con el Premio Extraordinario Bicentenario de la Revolución de Mayo a los Derechos Humanos junto a Estela de Carlotto, otras galardonadas y la presidenta Cristina Fernández de Kirchner.

Lista de honores, condecoraciones y otros reconocimientos que ha recibido Hebe de Bonafini:
- 1988: Medalla de Honor del 70.º Aniversario de la Reforma Universitaria, de la Universidad Nacional de Córdoba.[48]
- 1996: Doctora Honoris Causa de la Universidad de California (Estados Unidos, 1996).[49]
- 1996: Declarada Ciudadana Emérita de Santos (Brasil).
- 2003-11: Declarada Visitante Ilustre de Caracas (Venezuela).[50]
- 2006-06-01: Orden Nacional al Mérito en Grado de Oficial de la República de Ecuador por «la lucha incansable de estas mujeres argentinas, a favor de los Derechos Humanos, constante labor de difusión y plena ejecución de los mismos, emprendiendo significativas acciones para su defensa en América Latina y el mundo».[51]
- 2006: Reconocimiento Liberarte de la Fundación Liberarte.[52]
- 2007-03: Medalla de Oro de París (Francia) «por su trayectoria y lucha inclaudicable a favor de la justicia, contra la impunidad y por el respeto irrestricto de los derechos humanos».
- 2007-05-25: Orden Heroínas de Venezuela, en Caracas, por «los 30 años de lucha de las Madres de Plaza de Mayo».[53]
- 2007-10-17: Doctora Honoris Causa de la Universidad de Bolonia (Italia).[49]
- Orden Josefa Camejo del Centro de Estudios de la Mujer de la Universidad Central de Venezuela.
- 2008-09: Declarada Ciudadana Ilustre del Partido de General Rodríguez (provincia de Buenos Aires).
- 2008-09-19: Premio Don Hilario Cuadros y título Embajadora Cultural y Social de los Jóvenes otorgados por la Dirección de Juventud del Gobierno de Mendoza, «por su extensa e indiscutible lucha, por su labor social y el compromiso por la causa nacional y popular siendo así la representante junto a miles de madres, quienes nos enseñaron que la lucha nunca debe terminar».[54]
- 2009: Premio Especial de los Premios Revista Veintitrés.[55]
- 2010-06-03: Doctora Honoris Causa de la Universidad Nacional Experimental del Yaracuy, de Venezuela[49]
- 2010-07: Declarada Visitante Ilustre de la ciudad de Morón (Gran Buenos Aires).[56]
- 2010-10-21: Declarada Visitante Ilustre por el Consejo Municipal de la ciudad de Río Gallegos (provincia de Santa Cruz).[57]
- 2010-12-10: Premio Extraordinario Bicentenario de la Revolución de Mayo a los Derechos Humanos de la República Argentina.[58]
- 2010-12-19: Premio Construyendo Ciudadanía en Radio y Televisión de la AFSCA (Autoridad Federal de Servicios de Comunicación Audiovisual) por su programa radial «Pariendo Sueños».[59]
- 2011-06-17: Premio Rodolfo Walsh a la Comunicación y los Derechos Humanos de la Facultad de Periodismo y Comunicación Social de la Universidad Nacional de La Plata «por su inclaudicable lucha por los Derechos Humanos».[60]
- 2012: Declarada Ciudadana Ilustre de La Plata.[61]
- 2012: Declarada Huésped de Honor de la Unicén (Universidad Nacional del Centro).[62]
- 2013: Grifo de Génova, mayor galardón de esa ciudad italiana.[63]
- 2013: Premio de Honor de Radio Nacional.[64]